# جيف كوفين
جيف كوفين (بالإنجليزية: Jeff Coffin)‏ هو ملحن أمريكي، ولد في 5 أغسطس 1965 في ماساتشوستس في الولايات المتحدة.

## وصلات خارجية
- الموقع الرسمي
- جيف كوفين على موقع ميوزك برينز (الإنجليزية)
- جيف كوفين على موقع ديسكوغز (الإنجليزية)